# Makrakomi
Makrakomi (gr. Δήμος Μακρακώμης, Dimos Makrakomis) – gmina w Grecji, w administracji zdecentralizowanej Tesalia-Grecja Środkowa, w regionie Grecja Środkowa, w jednostce regionalnej Ftiotyda. W 2011 roku liczyła 16 036 mieszkańców. Powstała 1 stycznia 2011 roku w wyniku połączenia dotychczasowych gmin: Ajos Jeorjos Timfristu, Makrakomi i Sperchiada oraz wspólnoty Timfristos. Siedzibą gminy jest Sperchiada.